# Lázár Imre (politikus)
Lázár Imre (Jászladány, 1894. június 14. – ?) magyar gazdálkodó, kisgazda politikus, országgyűlési képviselő.

## Élete
1894-ben született Jászladányban, római katolikus, paraszti gazdálkodó családban, szülei Lázár Kálmán és Cseh Terézia voltak. Az elemi iskola elvégzése után, 12 évesen mezőgazdasági munkásnak állt, attól kezdve sokáig kétkezi munkából tartotta fenn magát. Az első világháborúban mint a volt 68. közös gyalogezred altisztjeként vett részt; sok ütközetet harcolt végig a galíciai és az olasz frontokon egyaránt, közben meg is sebesült, majd fogságba esett, ahol megtanult olaszul.
A fogságból hazatérve főként mezőgazdasági képviseleti problémákkal foglalkozott. Már 25 éves korában választott – és virilis – tagja volt szülővárosa képviselő-testületének, később bekerült Szolnok vármegye törvényhatósági bizottságába is, így a helyi és megyei politikából egyaránt kivette a részét.
Az 1935-ös országgyűlési választáson a jászladányi választókerület ellenzéki, kisgazdapárti programmal választotta képviselőnek, később csatlakozott a kormánypárthoz, így a következő, 1939-es választáson már a Magyar Élet Pártja jelöltjeként erősítette meg szülőhelyétől kapott mandátumát. A képviselőházban főként mezőgazdasági tárgyú vitákban szólalt fel, de több interpellációja volt a kisiparosság és a munkásság érdekében is.